# Arcada

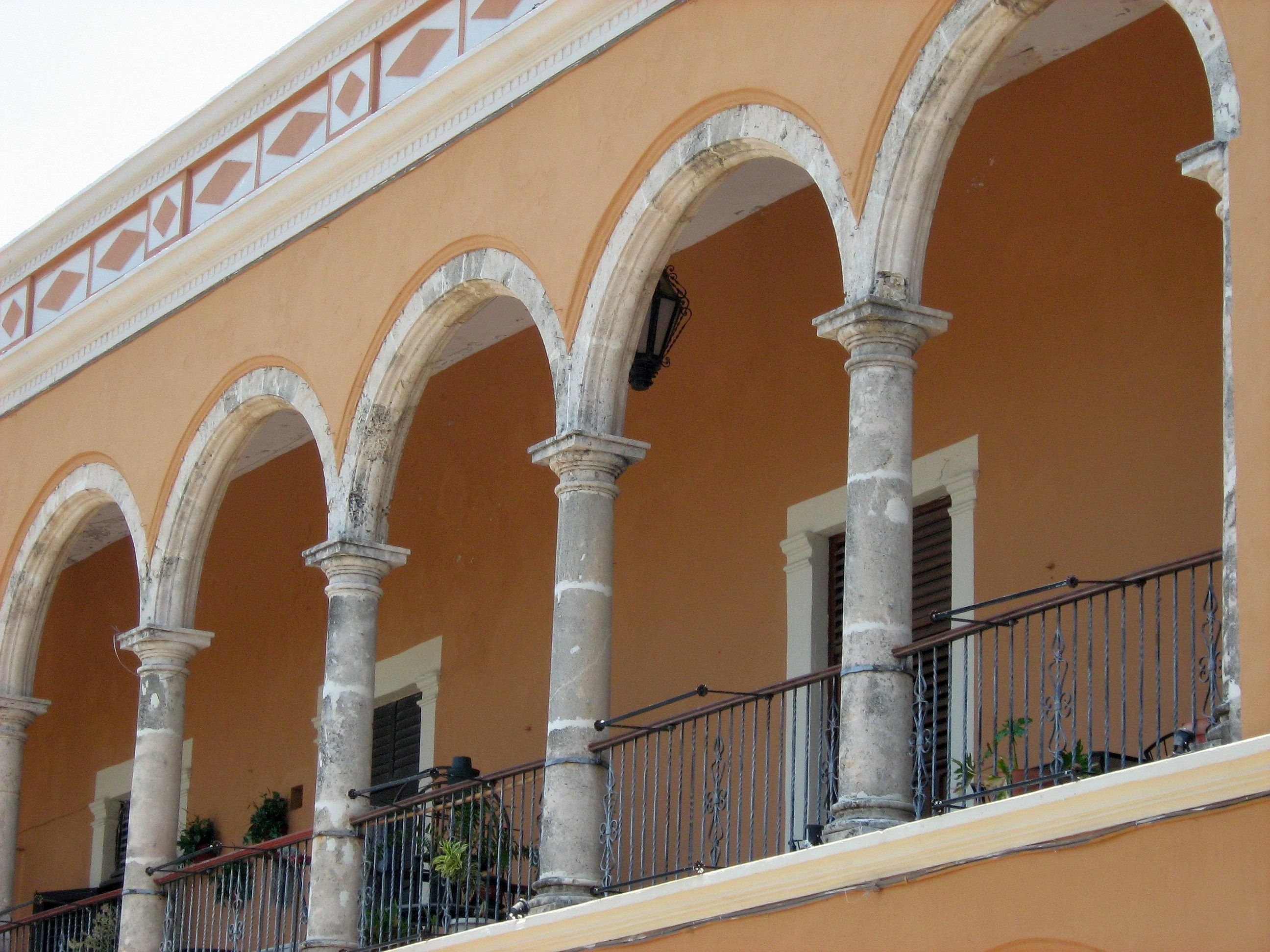
Detalle arquitectónico de una casa en Campeche.

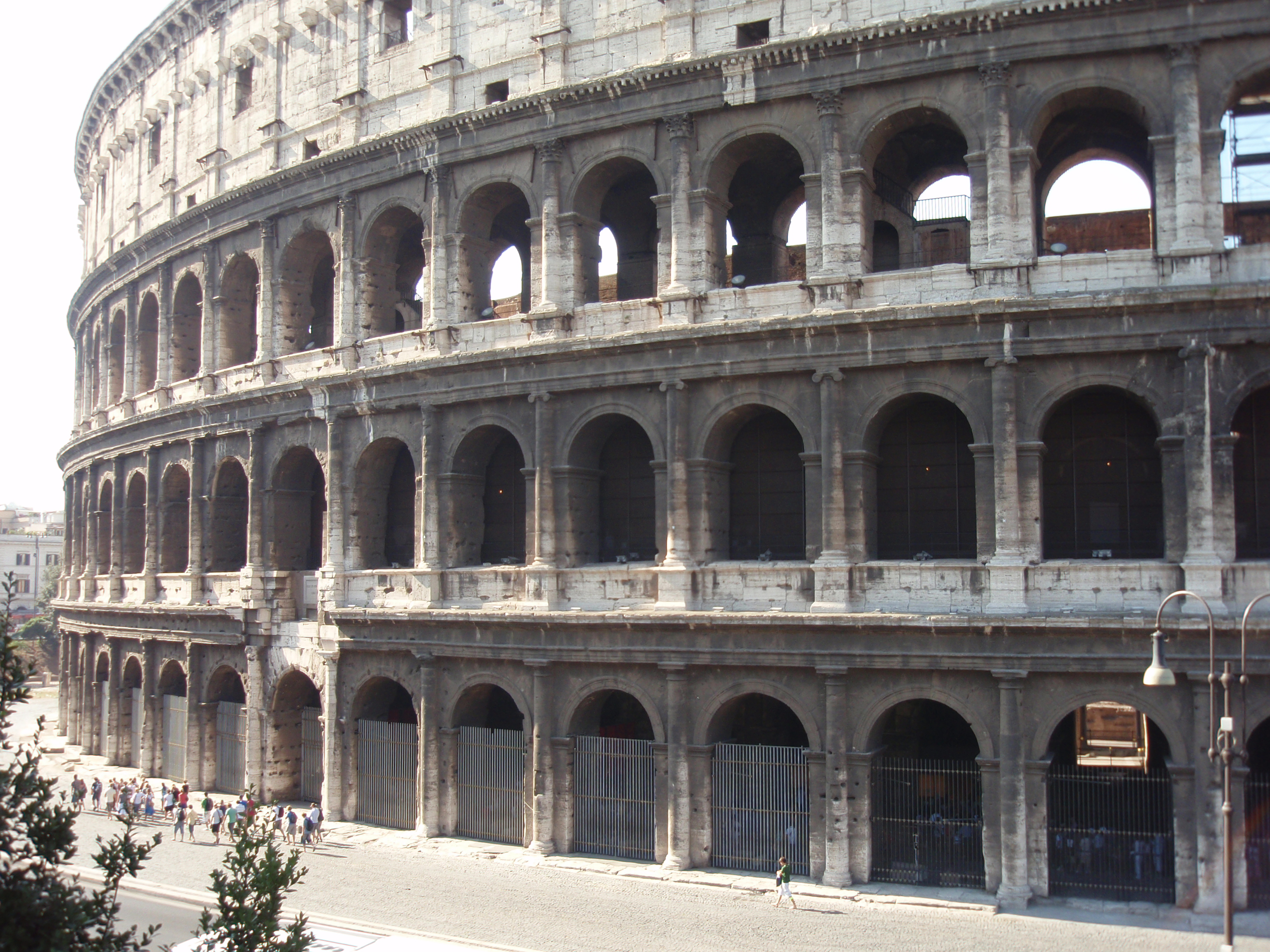
Superposición de órdenes de arquerías en el Coliseo, Roma.

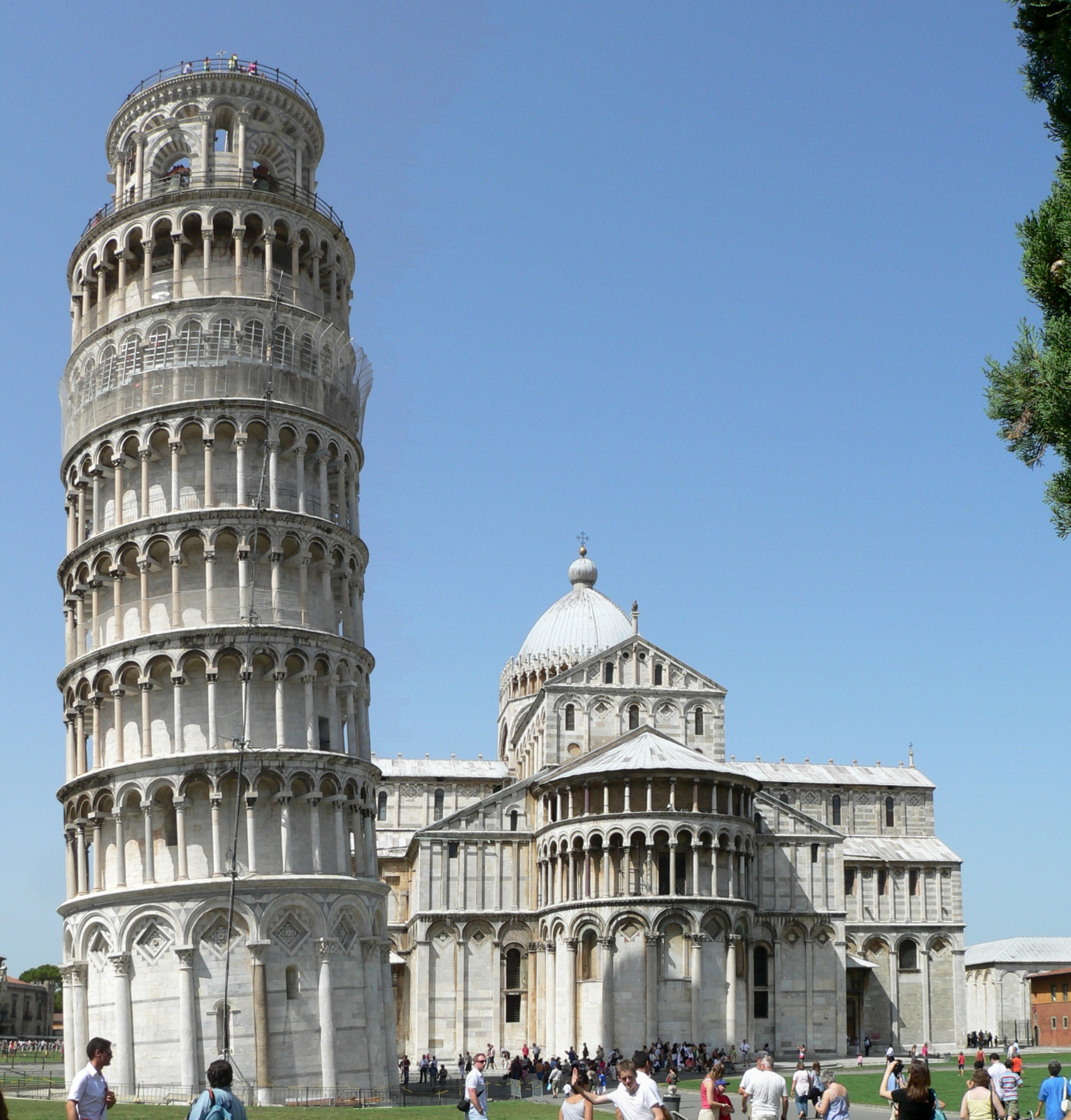
Torre y Catedral de Pisa, donde las arquerías son un elemento decorativo y estructural fundamental.

Arcada o arquería es un elemento arquitectónico sustentante vertical, compuesto por una sucesión o serie de arcos, que pueden disponerse en un solo orden o en varios superpuestos.
En algún uso se denomina "arcada" a la abertura del arco, que más propiamente se denomina "luz"; y "arquería" a un conjunto de arquerías falsas (de una abertura cintrada cuya luz está cegada por una superficie vertical), simulada, fingida (solamente pintada y cuyo destino frecuente es restablecer simétricamente una arcada real sobre una superficie plana soliendo estar circuída de moldura saliente) o decorativas, que en su caso se denominan arcada ciega (cuya luz está tapada por el paramento del muro pero cuyo perfil de arquivolta sobresale), o arquillos lombardos.
No debe confundirse con la tipología de espacio arquitectónico (denominado en inglés arcade) que recibe en castellano distintas denominaciones (galería, pórtico, atrio, soportales) y en italiano loggia.

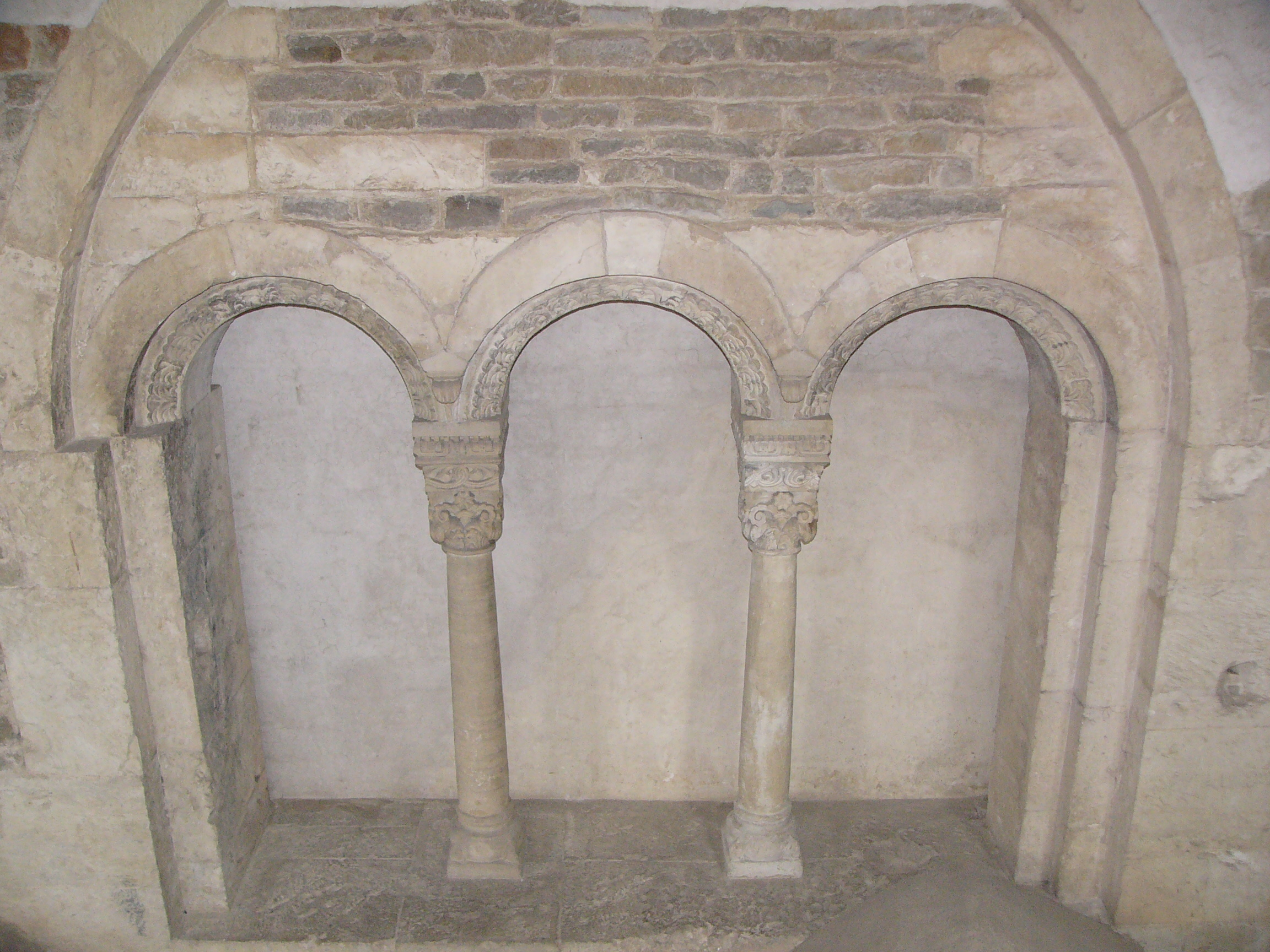
Detalle del Palacio Zdikuv o Palacio Premyslovsky, Olomouc.
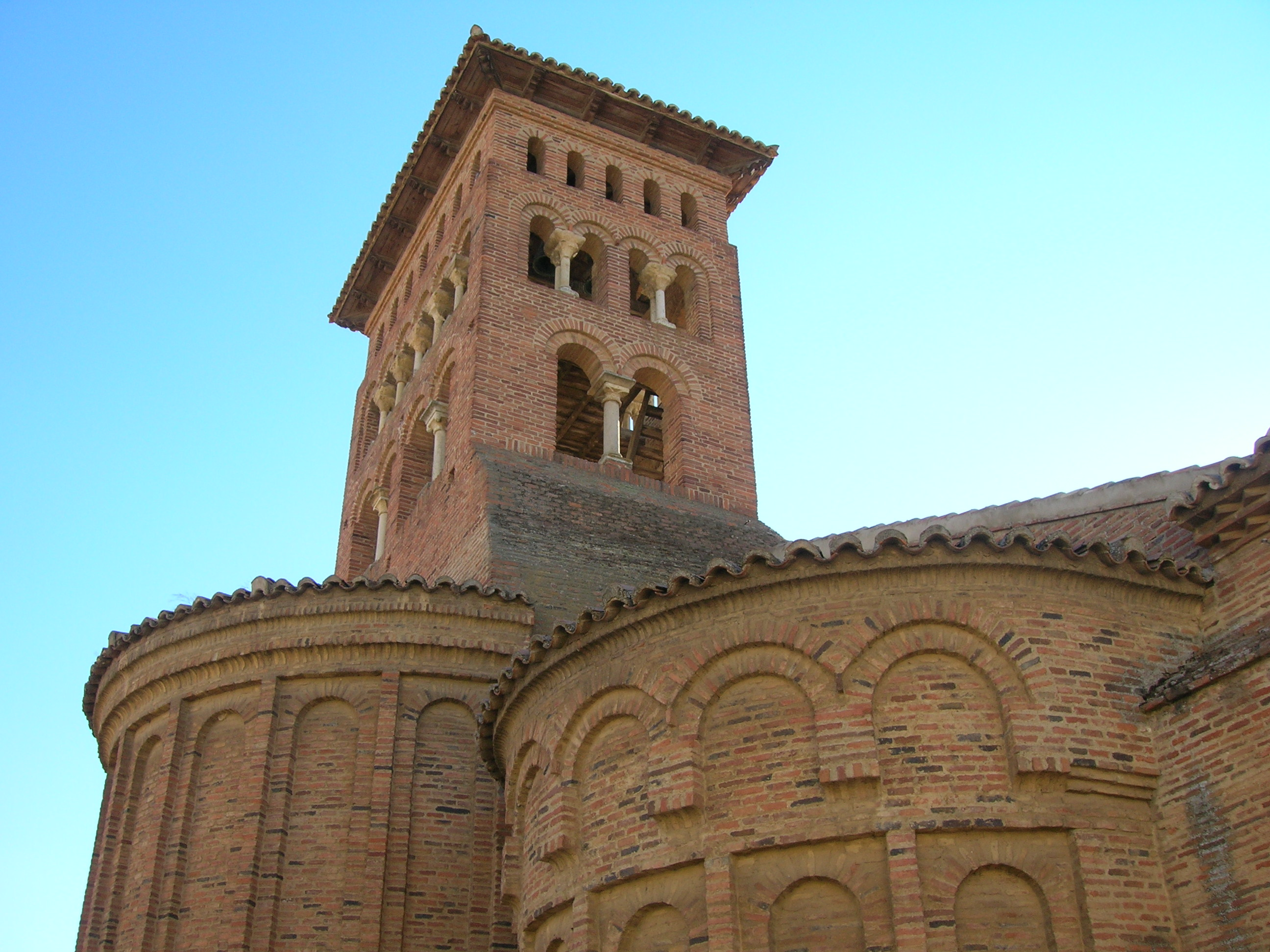
Arcos ciegos en los ábsides de San Tirso de Sahagún.
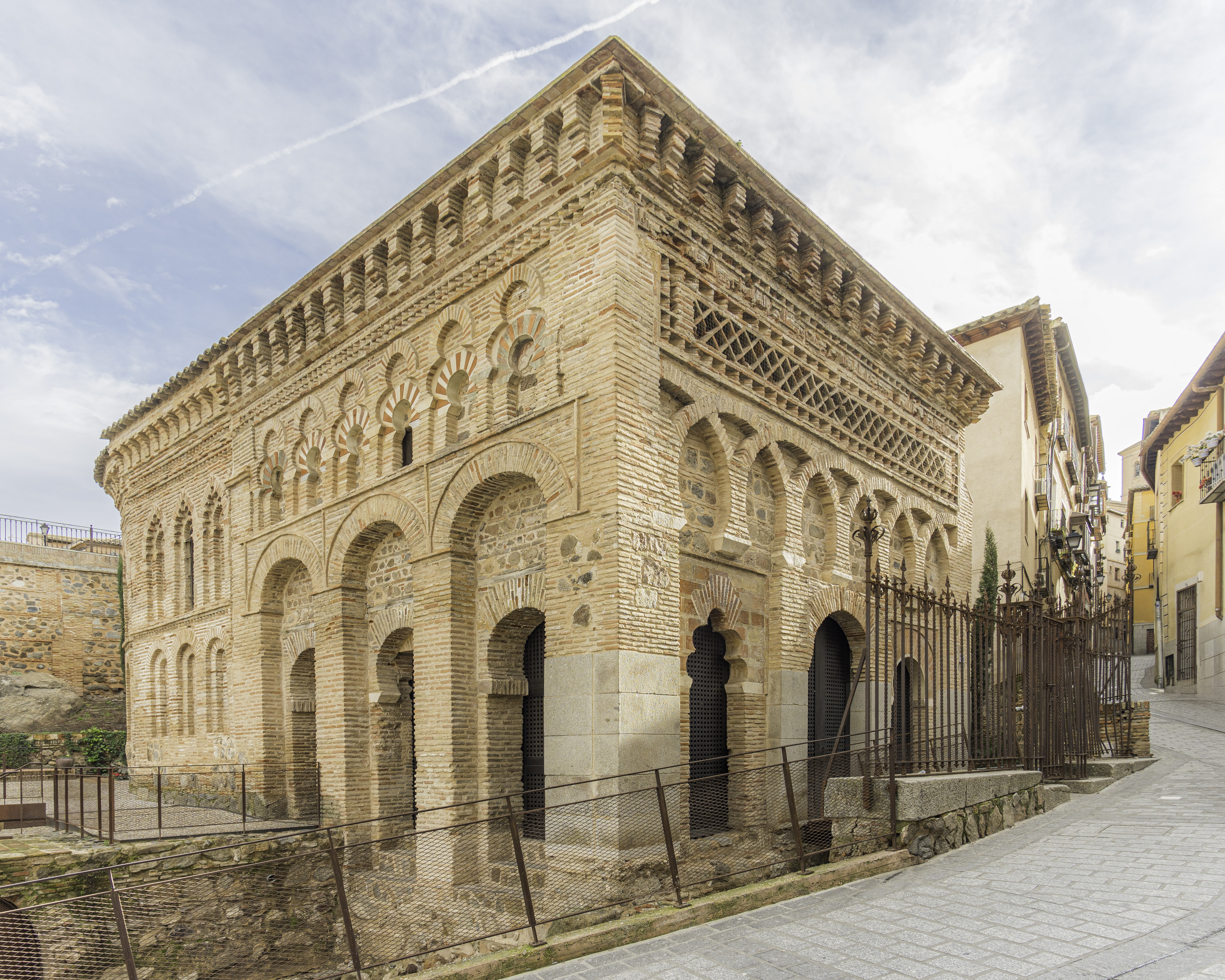
Arcos ciegos en la ermita del Cristo de la Luz, Toledo.
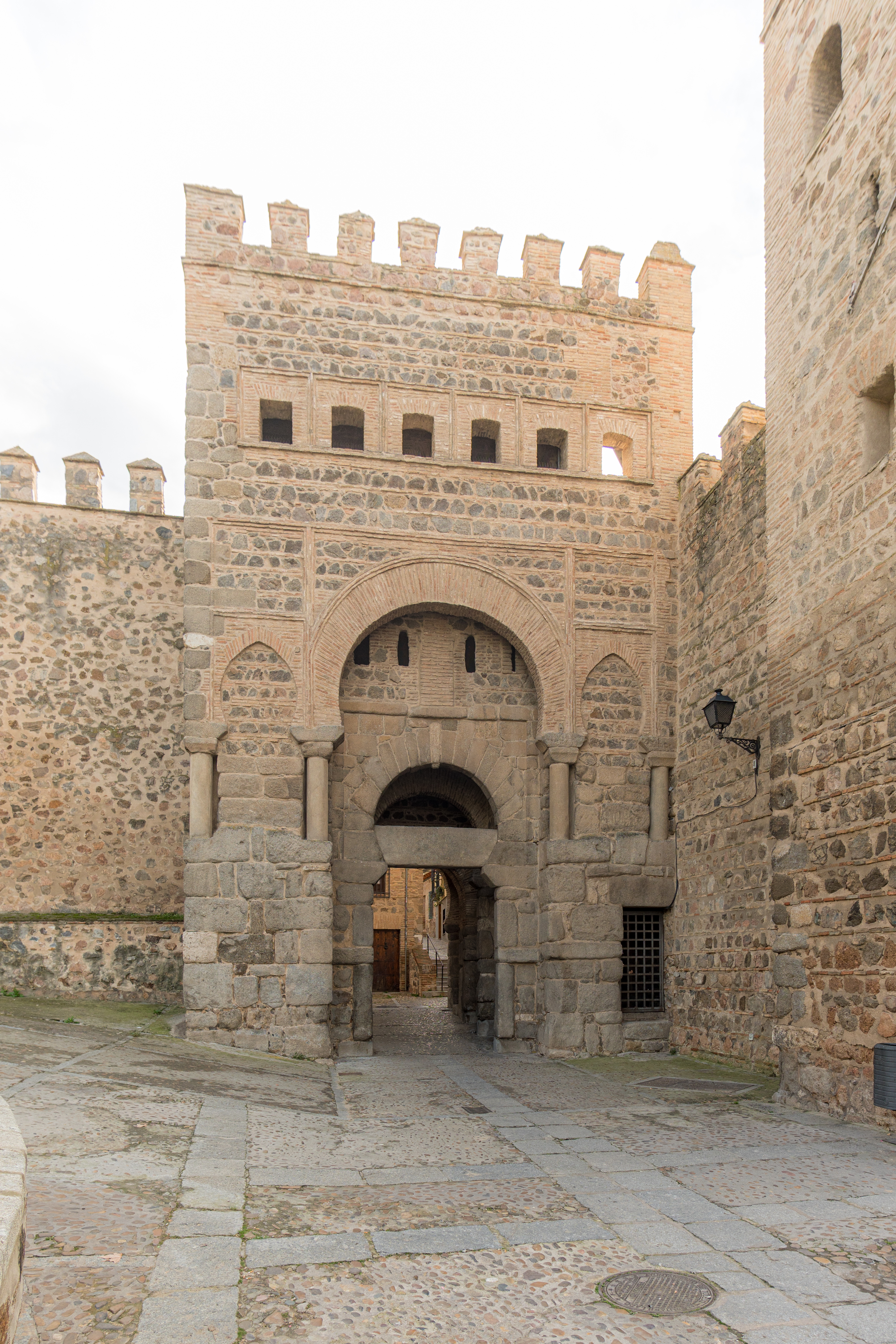
Arco de entibo, alancetado, escarzano, herradura enjarjado, en la Puerta Vieja de Bisagra, Toledo
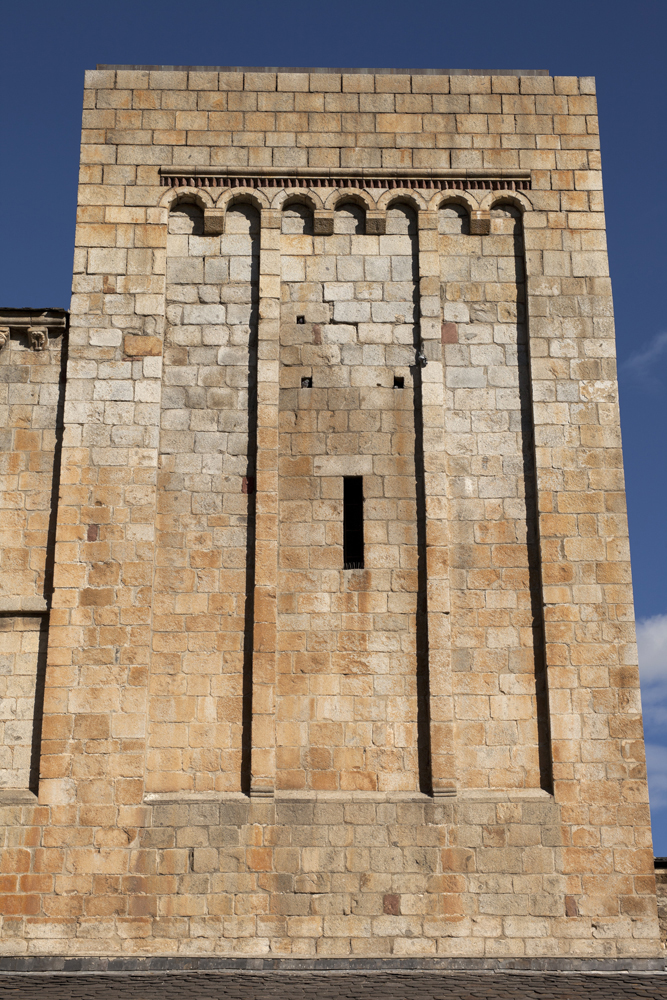
Arquillos lombardos en la Seo de Urgel.
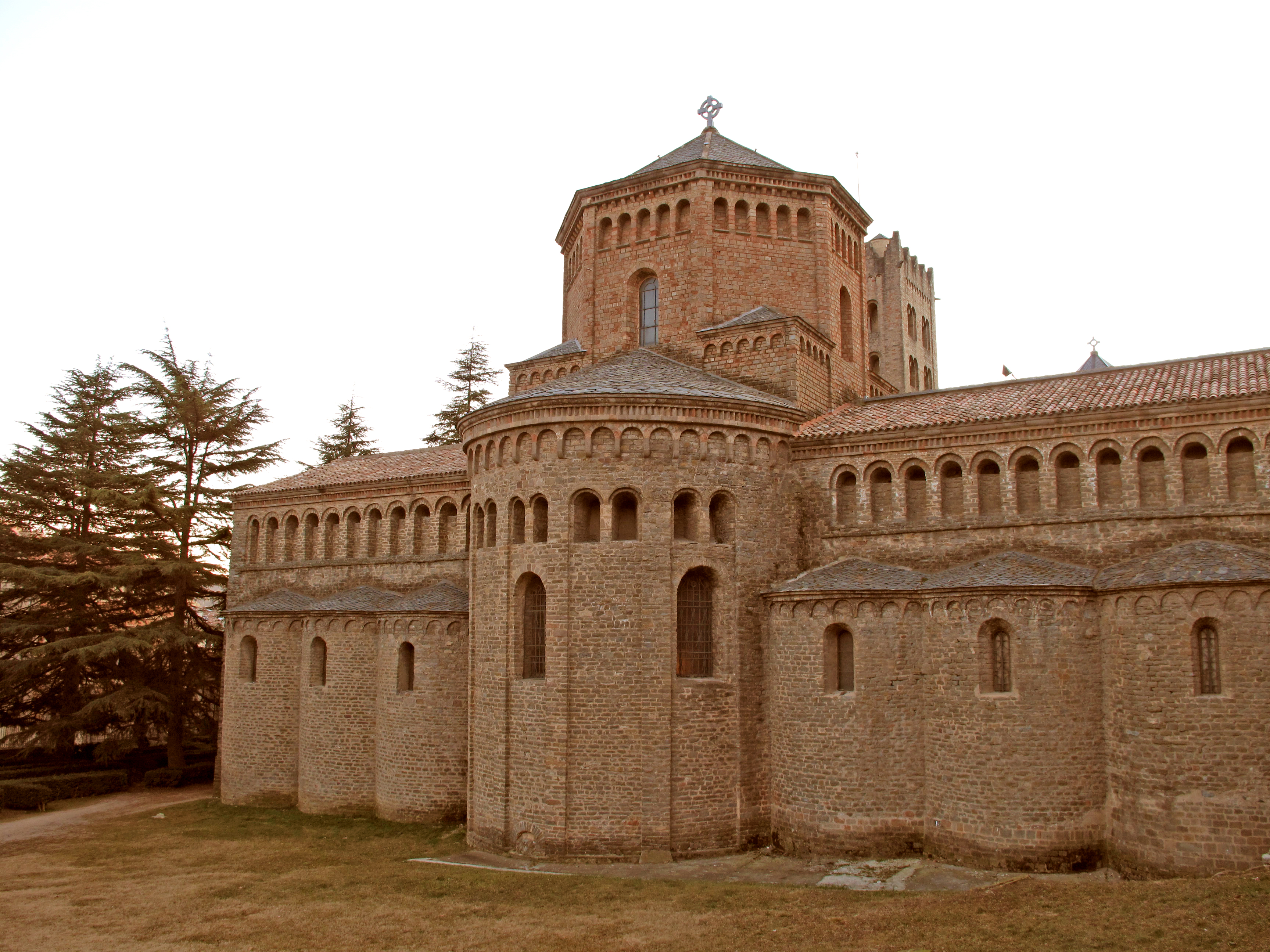
Arquillos lombardos en el Monasterio de Ripoll.

## Tipología
- Arcada lobulada. La que está recortada y decorada siguiendo porciones de círculo más o menos numerosas y semejantes al semicírculo. En el estilo románico, se hallan arcadas trilobuladas y quintilobuladas pero estos lóbulos o recortes corresponden más bien a la ornamentación de la arquivolta.
- Arcada practicable. La que presenta una abertura ofreciendo paso libre. Se designan también las arcadas con el nombre de arcadas reales.
- Arcadas gemelas. Aberturas que ofrecen el aspecto de dos arcadas yuxtapuestas y de dimensiones semejantes y también la abertura formada por dos smemicírculos tangentes por una de sus extremidades.
- Arcadas inscritas. Denominación que se aplica algunas veces a las arcadas gemelas inscritas en una gran arcada.[3]

## Arquerías en los acueductos romanos
Cuando una conducción de agua ha de atravesar un valle o depresión, si el rodeo resulta muy costoso, se eleva el canal sobre una arquería que permite superar el obstáculo sin que la conducción pierda la pendiente adecuada. En nuestro tiempo es frecuente denominar estas arquerías con el término «acueducto», con lo que se da lugar a una confusión, pues este término debe emplearse para denominar todo el conjunto completo de elementos que integran una conducción.

### Terminología latina

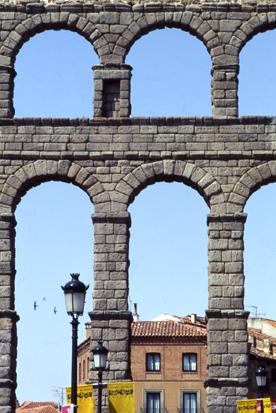
Arquería llamada «Puente del diablo» en el acueducto de Segovia.

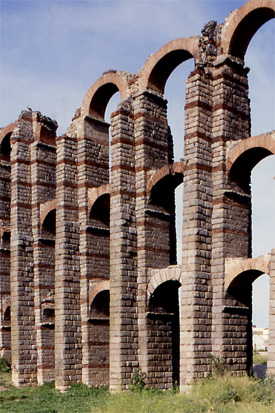
Arquería llamada «Los Milagros» en uno de los acueductos de Mérida (Badajoz).

Vitruvio, que dedica a la conducción del agua el octavo de los De architectura libri X, no hace alusión concreta a este tipo de obra, sino que lo incluye en el más general de substructio, es decir, una construcción que sirve de sustento o base a otra estructura, en este caso el canal de la conducción. Frontino sí establece diferencias de uso entre substructio, término con el que designa un muro de apoyo para el canal, y arcuatio, o bien opus arcuatum, con los que designa las arquerías en los términos en que han sido definidas arriba. Arcuatio es un término que solo aparece mencionado por Frontino, mientras que opus arcuatum es usado por otros autores. Por ejemplo, lo emplea Plinio el Joven, gobernador de Bitinia, en una carta al emperador Trajano (10,37.2), en la que trata sobre los problemas de la construcción de un acueducto en Nicomedia.

Acueducto de Segovia.

### Tipología estructural
Las arquerías pueden basarse en dos principios estructurales:
- Uno, del que es ejemplo la del acueducto de Segovia, concibe la arquería como un muro que ha sido aligerado por vanos rematados por arcos. Cada arco, solidariamente con los demás, sustenta la arquería y esta, el canal de conducción.
- El segundo principio es el del llamado «acueducto de Los Milagros» en Mérida (España). Según él, una alineación de pilares sostiene el peso del canal y el agua que transporta. Los arcos sirven solamente para entibar los pilares y hacerlos solidarios entre sí. Solo los del orden superior contribuyen a la sustentación del canal. Presumiblemente el arte hispano-musulmán imita este sistema en la construcción de la Mezquita de Córdoba.

Es posible que estas estructuras se combinen en obras mixtas. Un ejemplo de ellas es el llamado «acueducto II» de Almuñécar. Consta de una arquería del tipo Segovia que en los vanos de mayor altura -los tres centrales- se refuerzan con arcos de entibo que apean en pilastras adosadas a los pilares principales.
El comportamiento de ambos tipos ante los derrumbamientos es muy distinto. En el «tipo Segovia» la rotura de un arco puede provocar un importante daño en el conjunto de la obra. En el «tipo Mérida», en cambio, la rotura de uno o varios arcos puede debilitar el conjunto, pero los pilares se mantienen íntegros durante el tiempo suficiente para posibilitar las reparaciones necesarias (e incluso para sobrevivir a los siglos).

### Técnicas constructivas: aparejos
Las técnicas de construcción de las arquerías son variadas. Para las obras en las que se persigue una imagen prestigiosa del poder romano, se emplea la sillería de piedra (opus quadratum), pero lo más usual es el uso de técnicas de construcción más fáciles y baratas. Se suelen usar los materiales locales, cuyo transporte no es demasiado costoso. La aplicación del hormigón (opus caementicium) facilitó la difusión masiva de este tipo de obras. Para proteger el hormigón se recubre de paramentos de mampostería (opus incertum), de ladrillo (opus testaceum) o de sillería. Si bien es posible encontrar arquerías construidas en su totalidad de mampostería, no ocurre lo mismo con el ladrillo, que solamente aparece como revestimiento del hormigón.
La técnica de construcción del hormigón revestido consiste en ir levantando primero los paramentos exteriores por bandas o hiladas. Luego se rellena el espacio que queda entre ellos con tongadas de cemento de cal y arena en el que se van incrustando piezas de piedra irregulares (caementa).
Existen técnicas mixtas: en el Pont du Gard, que forma parte del acueducto que abastecía a Nemausus, hoy Nimes, en Francia, toda la estructura es de sillería, excepto el canal, que es de mampostería. En la arquería de Los Milagros, en Mérida, alternan en el revestimiento del núcleo de hormigón de los pilares grupos de cinco hiladas de sillares de granito con otros compuestos por el mismo número de hiladas de ladrillo rojo. Las verdugadas de ladrillo dan a la obra un interesante efecto cromático, aparte de la utilidad práctica de enrasar a nivel la obra periódicamente. Los arcos que entiban los pilares son también de ladrillo, excepto el que se encuentra sobre el canal de estiaje del río Albarregas, sobre cuyo valle vuela la arquería. Este último es de dovelas de granito cuidadosamente labradas.

### Una solución alternativa para las arquerías

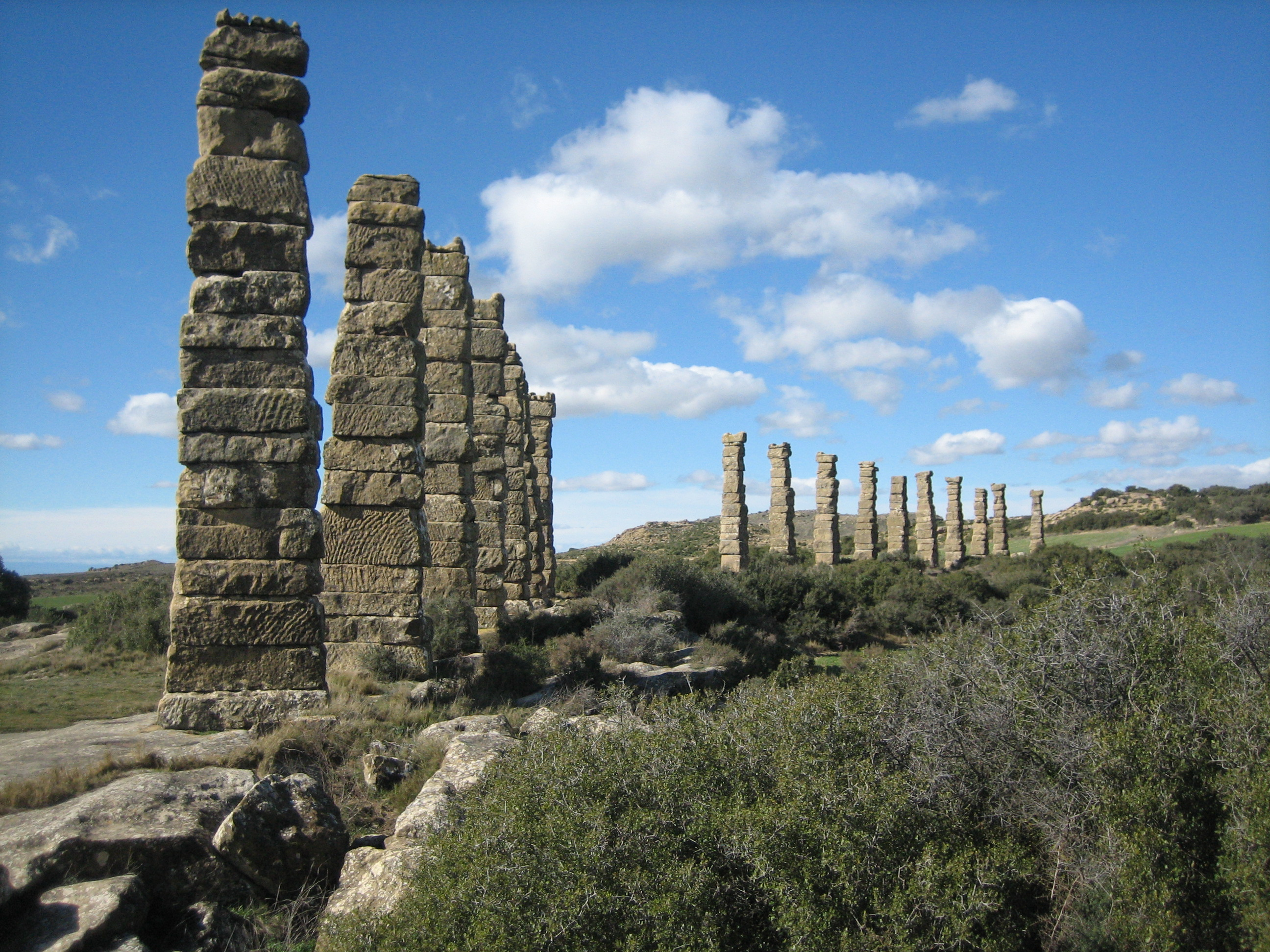
Restos del acueducto romano de Los Bañales.

En el paraje conocido como Los Bañales, en término de Uncastillo (Zaragoza, España), se conserva hoy una alineación de 32 pilares (en la Antigüedad tuvieron que ser algo más de 70), construidos en sillares de piedra toscamente labrados que se suceden con intervalos fijos de cuatro metros. En ningún momento sostuvieron arco alguno. Formaron parte de una conducción cuyo destino no es bien conocido. El sillar superior de cada pilar lleva una entalladura que sirvió de apoyo al canal. El tercer o cuarto sillar desde arriba lleva una acanaladura que se cierra con el sillar inmediato, de forma que el pilar queda perforado. No cabe otra posibilidad, sino que el canal fuera de madera y que los orificios que perforaban los pilares sirvieran para lanzar unos puntales que actuasen como tirantes. Los canales de madera para la conducción de agua están atestiguados por Faventino en su obra De diuersis fabricis architectonicae, del siglo IV, aunque, en este caso, la presencia de marcas legionarias en el acueducto permite suponer que fue una obra realizada en los últimos años del siglo I a. C. con el auxilio de la Legio IV Macedónica.